# Michał Komoszyński
Michał Aleksander Komoszyński (ur. 19 lutego 1943 w Garwolinie, zm. 25 czerwca 2025) – polski biochemik.

## Życiorys
W 1960 ukończył II Liceum Ogólnokształcące w Grudziądzu. Następnie podjął studia z zakresu biologii i biochemii na Uniwersytecie Mikołaja Kopernika w Toruniu, które ukończył w 1966. Dwanaście lat później obronił pracę doktorską zatytułowaną Niektóre właściwości, lokalizacja subkomórkowa i funkcje Ca2+ ATP-azy z kiełków kukurydzy. W 1997 roku habilitował się rozprawą pt. Apirazy – enzymy uczestniczące w przemianach nukleotydów. Pracował w Instytucie Biologii Ogólnej i Molekularnej Wydziału Biologii i Nauk o Ziemi UMK, gdzie pełnił funkcję profesora UMK. Był członkiem Polskiego Towarzystwa Biochemicznego. W 2009 nominowany w plebiscycie Torunianin Roku Gazety Wyborczej.

## Prace badawcze
- Badania nad kluczowymi enzymami uczestniczącymi w przemianach koniugatów kwasu indolilo-3-octowego (IAA) – roślinnego hormonu wzrostu (1996)

## Wybrane publikacje
- Application of solid phase extraction and high-performance liquid chromatography to qualitative and quantitative analysis of nucleotides and nucleosides in human cerebrospinal fluid, Journal of Chromatography B; 822 85-90